# Algot Sjöström
Algot Natanael Sjöström, född 15 november 1879 i Kvistofta församling, Malmöhus län, död 5 december 1958 i Göteborg (Karl Johan), var en svensk bageriarbetare och socialdemokratisk politiker.
Sjöström verkade som riksdagsledamot i andra kammaren från 1918, invald i Göteborgs stads valkrets.